# Bang Records
Bang Records fue un sello discográfico creado por Bert Berns en 1965 junto a sus jefes de Atlantic Records Ahmet Ertegün y Nesuhi Ertegün, y Gerald "Jerry" Wexler. Las iniciales de sus nombres de pila brindaron el nombre al sello: BANG. La empresa fue creada como continuación de la editorial de música formado en marzo de 1965 por Web IV (Wexler, los dos hermanos Ertegun y Berns).

## Historia

### Formando Bang Records
Bert Berns había sido productor de Atlantic Records durante varios años cuando los jefes ejecutivos de Atlantic y Berns sellaron un acuerdo para crear una discográfica independiente. Poco después, Berns tomó el control de la compañía. Al poco tiempo, Berns había conseguido una lista de artistas y álbumes, tales como "I Want Candy", de The Strangeloves, "Hang on Sloopy", de The McCoys, "Brown Eyed Girl", de Van Morrison y "Solitary Man", de Neil Diamond.

### Muerte de Bert Berns
Cuando Berns murió repentinamente el 30 de diciembre de 1967 a causa de un afección cardíaca reumática, su mujer Illene Berns tomó el control de la compañía. Illene creyó que las peleas entre Berns y Van Morrison habían sido la causa de la muerte de su marido, por lo que trasladó su rencor hacia el plano personal impidiendo al músico norirlandés desempeñar sus funciones en el área de Nueva York. Al poco tiempo, Morrison fichó con Warner Bros. Records, quien compró su contrato con Bang Records a cambio de ciertas condiciones, entre las que figuraba entregar tres nuevas grabaciones a Bang por mes durante un año. En ese mismo aspecto, otros músicos argumentaron diferencias artísticas con Bang, llegando a perder el sello a Neil Diamond, que había sido su músico de mayor peso. El propio Diamond dijo acerca de su salida de Bang Records que fue debida a su propia dirección artística, en el sentido de que Berns favorecía una imagen distinta de la que él quería ofrecer con la publicación del tema "Shilo" como sencillo. En 1970, pocos años después de la muerte de Berns, Diamond había cosechado varios éxitos con la subsidiaria de Uni Records MCA. Ese mismo año, Bang publicó finalmente el sencillo "Shilo", que entró en el Top 40 de las listas de sencillos de Billboard. 
La primera decisión de Illene Berns fue la contratación del cantante y compositor Paul Davis, que había alcanzado varios éxitos entre 1970 y 1980 con temas como "Ride 'Em Cowboy", "I Go Crazy", "Sweet Life" y "Do Right". Posteriormente, Illene contrataría a los artistas de R&B Brick y Peabo Bryson.

### Desarrollo del sello
Durante sus primeros años, Bang Records llevó a cabo la distribución de sus propios discos. Sin embargo, en 1978 Bang firmó un acuerdo de distribución con CBS Records. A lo largo de los años, se pusieron en marcha dos subsidiarias de Bang Records: Shout Records y Bullet Records. En 1979, Columbia Records obtuvo el derecho sobre las grabaciones de Neil Diamond en Bang.

## Artistas de Bang Records
- Paul Davis
- Neil Diamond
- The Lost Souls
- The McCoys
- Van Morrison
- Nigel Olsson
- The Strangeloves
- Brick
- Peabo Bryson
- Derek